# Robert Etcheverry
Pour les articles homonymes, voir Etcheverry.
Robert Etcheverry est un acteur français, né le 30 janvier 1937 à Nanterre (Hauts-de-Seine) et mort le 21 novembre 2007 dans le 15e arrondissement de Paris.

## Biographie

### Jeunesse et formation
Il est le frère de Jean-Pierre Etcheverry, avant-centre international de 1959 à 1970 de l'équipe de France de handball.
Il suit une formation au cours Simon avant d'être admis au Conservatoire national supérieur d'art dramatique (Promo 1959), tout en participant en tant qu'élève stagiaire à quelques spectacles de la Comédie-Française.

### Vie privée
Avec la comédienne Michèle Viterbo, née Dorian, il a un fils, Éric Etcheverry, acteur français spécialisé dans le doublage, mort le 1er août 2010 à l'âge de 51 ans.
Plus tard, de 1963 à 1983, il est l'époux de l'actrice Bérangère Vattier.

### Mort
Emporté par un cancer des poumons en 2007, il est incinéré au crématorium du Père-Lachaise et ses cendres sont dispersées dans le parc de Saint-Cloud à un endroit qu'il aimait.

## Filmographie

### Cinéma
- 1962 : La Fille du torrent de Hans Herwig : Claude Boissière
- 1973 : La Révélation d'Alain Lavalle : L'amant de Gisèle
- 1980 : La légion saute sur Kolwezi de Raoul Coutard : Le colonel Dubourg
- 1982 : L'Honneur d'un capitaine de Pierre Schoendoerffer : Le commandant Guilloux
- 1983 : SAS à San Salvador de Raoul Coutard : Numez Grande
- 1987 : Châteauroux district de Philippe Charigot : Le journaliste Larcher
- 1991 : Au bord de la nuit de Patrick Sagnelonge (court métrage)

### Télévision
- 1959 : Marie Stuart (pièce de Friedrich Schiller), téléfilm de Stellio Lorenzi : O'Kelly
- 1961 : Le Rouge et le Noir (du roman de Stendhal), téléfilm de Pierre Cardinal : Julien Sorel
- 1962 : Le Cid (tragi-comédie de Pierre Corneille), téléfilm de Roger Iglésis : Rodrigue
- 1962 : Les Bostoniennes (du roman de Henry James), téléfilm d'Yves-André Hubert : Basil Ransom
- 1962 : Font-aux-cabres (fresque dramatique de Félix Lope de Vega), téléfilm de Jean Kerchbron : Frondoso
- 1963 : La Première Légion (pièce de Emmet Lavery), téléfilm de Gilbert Pineau : Le père Jean Fulton
- 1963 : L'inspecteur Leclerc enquête (épisode "La chasse"), série télévisée de Mick Roussel : Robert Gall
- 1963 : Cent ans d'amour : La Vierge folle (pièce de Henry Bataille), émission télévisée d'André Gillois, réalisation de Maurice Chateau : Gaston
- 1963 : Caterina (pièce de Félicien Marceau), téléfilm de Gérard Herzog : Lorenzo
- 1964 : Les Duos célèbres - Le Miroir à trois faces : Werther (de Wolfgang Goethe), émission télévisée d'Aimée Mortimer, réalisation de Guy Lessertisseur  : Werther
- 1964 : Pierrots des Alouettes, téléfilm musical d'Henri Spade : Pierre
- 1965 : Le Coup de pistolet (d'après la nouvelle d'Alexandre Pouchkine), téléfilm de Willy Holt : Bronsky
- 1965 : Les Duos célèbres - Le Miroir à trois faces : La Vie de bohème (de Henry Murger), émission télévisée d'Aimée Mortimer, réalisation de Maurice Cazeneuve : Rodolphe
- 1965 : Droit d'asile (farce-comédie de André Thalassis), téléfilm de René Lucot : Salvatore
- 1966 : La Mouette (pièce de Anton Tchekhov), téléfilm Gilbert Pineau : Kostia
- 1966 : Le Philosophe sans le savoir (comédie de Michel-Jean Sedaine), téléfim de Jean-Paul Roux : Vanderck fils
- 1967 : Le Golem (du roman de Gustav Meyrink), téléfilm de Jean Kerchbron : Prokop
- 1967 : Le Chevalier Tempête, feuilleton télévisé de Yannick Andréi : François de Recci / Le Chevalier Tempête
- 1968 : Gorri le diable (du roman de Jacques Celhay), feuilleton télévisé de Jean Goumain et Pierre Neurrisse : Gorri
- 1968 : Provinces (émission "Flamenca"), série télévisée d'Abder Isker : Raymond, le comédien
- 1969 : La Librairie du soleil (pièce de Diego Fabbri), téléfilm d'Edmond Tyborowski : Alvaro Bruny
- 1969 : Agence Intérim (épisode "Dompteur"), série télévisée de Pierre Neurrisse : Christian
- 1969 : La Veuve rusée (pièce de Carlo Goldoni), téléfilm de Jean Bertho : Le Beau
- 1969 : Le Ciel et l'Enfer (de Prosper Mérimée), téléfilm de Pierre Cardinal : Don Pablo Romero
- 1970 : Isabelle (du roman d'André Gide), téléfilm de Jean-Paul Roux : Gérard Lacase
- 1970 : Reportage sur un squelette, ou Masques et bergamasques, téléfilm de Michel Mitrani : Don Juan Marramaquiz
- 1970 : La Hobereaute (opéra parlé de Jacques Audiberti), mise en scène Georges Vitaly, en différé de l'Hôtel de Béthune-Sully dans le cadre du Festival du Marais, réalisation de captation de pièce de théâtre de Philippe Laïk : Le chevalier Lotvy
- 1970 : Pierre de Ronsard, gentilhomme vendômois, téléfilm de Georges Lacombe : Ronsard jeune
- 1972 : Les Fossés de Vincennes (téléfilm), téléfilm de Pierre Cardinal : Le général Murat
- 1972 : Poly en Espagne (série écrite par Cécile Aubry), réalisation de Claude Boissol : David Larson - José Villarosso
- 1972 : Les Évasions célèbres (épisode "Le comte de Lavalette"), film écrit par Claude Brulé, série télévisée réalisée par Jean-Pierre Decourt : Le comte de Lavalette
- 1972 : Pouchkine (d'après l'œuvre d'Henri Troyat), téléfilm de Jean-Paul Roux : Pouchkine
- 1973 : Arpad le Tzigane, feuilleton télévisé de Guy Saguez, Christian-Jaque et Frank Guthke : Arpad
- 1973 : Les Mohicans de Paris (d'après l'œuvre de Alexandre Dumas), feuilleton télévisé de Gilles Grangier :  Roland de Valgeneuse alias Salvator
- 1975 : Salvator et les Mohicans de Paris (d'après les personnages d'Alexandre Dumas), série télévisée de Bernard Borderie : Roland de Valgeneuse alias Salvator
- 1975 : Arpad - Zwei Teufelskerle räumen auf, téléfilm de Alfredo Medori : Arpad
- 1977 : Fachoda, la mission Marchand, feuilleton télévisé de Roger Kahane : Le capitaine Marchand
- 1978 : La nuova colonia (pièce de Luigi Pirandello), mise en scène Anne Delbée, en différé du Nouveau Carré Silvia Monfort, réalisation de Patrick Bureau : Grocco
- 1979 : Charles Clément, canut de Lyon (écrit par Jean-Dominique de la Rochefoucauld), téléfilm de Roger Kahane : Le député Fulchiron
- 1980 : L'Aéropostale, courrier du ciel, feuilleton télévisé de Gilles Grangier : Le pilote Léopold Gourp
- 1981 : La Vie des autres (épisode "Christophe"), série télévisée de Gilles Legrand : Pollet
- 1983 : Sacré Lucien, téléfim de Bernard Bouthier : Courbet
- 1984 : Les Ferrailleurs des Lilas, téléfilm de Jean-Paul Sassy : Louis
- 1984 : Messieurs les Jurés (épisode "L'Affaire Montagnac"), série télévisée d'André Michel : L'avocat général
- 1984 : Irène et Fred, téléfilm de Roger Kahane
- 1985 : L'Affaire Caillaux, feuilleton télévisé de Yannick Andréi : Latzarus
- 1986 : Julien Fontanes, Magistrat (épisode "Jamais rien à Coudeuvres"), série télévisée de Roger Kahane : Marc Taconnay
- 1988 : La Chaîne (du roman de Michel Drucker), feuilleton télévisé de Claude Faraldo : Pierre
- 1989 : Commissaire Moulin (épisode "Corvée de bois"), série télévisée de Paul Planchon : Manuel Coeixeira
- 1990 : Les Cinq dernières minutes (épisode "Sang à l'heure"), série télévisée de Nicole M. André : Stéphane

## Émissions de télévision
- 1962 : Variations : Victor Hugo, émission poètique de Simone Cendrar sur Victor Hugo. Dans des décors successifs, Simone Cendrar, Hubert Deschamps, Robert Etcheverry et Henri Labussière interprètent des poèmes du grand homme, réalisation de Maurice Beuchey : (poèmes)
- 1965 : Les Sondages d'opinion : la parole est à René Lucot. Le réalisateur et metteur en scène est interviewé au sujet de son travail sur la fiction "Droit d'asile" qu'il a réalisée pour la seconde chaîne de la télévision. Un extrait du film illustre ses propos, réalisation de Jacques Locquin : (extrait du téléfilm)
- 1966 : Variations : Shelley, émission poétique de Simone Cendrar consacrée au poète romantique anglais Shelley, réalisation de Jean-Paul Roux : (poèmes)
- 1966 : Cinq colonnes à la une : Un festival… des festivals - Montauban   juillet 1965 - Le Festival du Languedoc, émission de Philippe Brottet, extrait de "Lucrèce Borgia" de Victor Hugo, mise en scène de Bernard Jenny, réalisation de Jean-Roger Cadet : (extrait de la pièce + interview)
- 1969 : Ouvrir les yeux : Les craneurs, émission d'Éric Ollivier et Robert Mugnerot, présentée par Denis Goldschmidt et Agathe Godard : (interview)
- 1970 : Au fil des jours : Voici des fruits... des fleurs..., émission d'Aimée Mortimer, réalisation de Yannick Andréi : (poèmes)
- 1970 : Paul Eluard - II Poésie ininterrompue, réalisation de Jean-Paul Roux : (poèmes)
- 1972 : A chacun sa poésie, émission imaginée par Jean Chouquet, réalisation de Yannick Andréi : (poèmes)
- 1973 : Cadet Rousselle : émission du 3 mai 1973, émission de Guy Lux et Jacqueline Duforest, réalisation de Georges Barrier : (lecture d'un texte sur la Révolution française)
- 1973 : Le Lys, émission de Paule de Beaumont, réalisation de Jean-Paul Roux : (voix)
- 1973 : Le Monde merveilleux de Paul Gilson, émission de Frédéric Jacques Temple, Nino Frank et Philippe Agostini, réalisation de Philippe Agostini : (extraits de pièces)

## Théâtre

### Comédien
- 1956 : Bérénice de Jean Racine, mise en scène Maurice Escande, Comédie-Française (Salle Richelieu) : Rutile (21 fois, 1956-1957)
- 1957 : Les Misérables (d'après Victor Hugo), de Paul Achard, mise en scène de Jean Meyer, Théâtre de l'Odéon
- 1958 : Le Maître de Santiago de Henry de Montherlant, mise en scène Henri Rollan, Comédie-Française
- 1960 : Phèdre  de Jean Racine, mise en scène Maurice Escande, Théâtre Trévise
- 1961 : Ruy Blas de Victor Hugo, mise en scène Jean Darnel, Théâtre de l'Alliance française
- 1961 : Henri III et sa cour de Alexandre Dumas, mise en scène Pierre Bertin, Théâtre de l'Athénée
- 1962 : Mon Faust de Paul Valéry, mise en scène Pierre Franck, Théâtre de l'Œuvre
- 1963 : La Vie de Galilée de Bertholt Brecht, mise en scène Georges Wilson, Théâtre national populaire
- 1963 : La guerre de Troie n'aura pas lieu de Jean Giraudoux, mise en scène Jean Vilar, Palais de Chaillot, Festival d'Avignon
- 1963 : La Mort de Sénèque de Tristan l'Hermite, mise en scène Jacques Sarthou, Hôtel de Lamoignon, Festival du Marais
- 1964-1965 : Lucrèce Borgia de Victor Hugo, mise en scène Bernard Jenny, Hôtel de Soubise, Théâtre du Vieux-Colombier, Grand Théâtre romain Lyon, Festival de Montauban, Théâtre des Galeries Bruxelles
- 1965 : Liola de Luigi Pirandello, mise en scène Bernard Jenny, Théâtre du Vieux-Colombier
- 1965 : Le Barbier de Séville de Beaumarchais, mise en scène Edmond Tamiz, Théâtre des Célestins Lyon
- 1968 : La Terre étrangère de Jean-François Rozan, mise en scène Jacques Ardouin, Théâtre des Mathurins
- 1969 : La Hobereaute de Jacques Audiberti, mise en scène Georges Vitaly, Hôtel de Béthune-Sully, Festival du Marais
- 1970 : Le Cantique des cantiques (de Pierre de Rougeville), mise en scène de Rafaël Rodriguez, Théâtre de la Ville
- 1970 : Jarry sur la butte d'après les œuvres complètes d'Alfred Jarry, mise en scène Jean-Louis Barrault, Élysée Montmartre
- 1971 : Dumas le magnifique d'Alain Decaux, mise en scène Julien Bertheau, Théâtre du Palais-Royal
- 1974 : Les Chouans de Honoré de Balzac, mise en scène Jean Puyberneau, Les Nuits de la Mayenne Laval
- 1975 : Christophe Colomb de Paul Claudel, mise en scène Jean-Louis Barrault, Théâtre d'Orsay
- 1976 : L'Histoire du soldat du livret de Charles-Ferdinand Ramuz, mise en scène Pierre Richy, Théâtre municipal Le Mans
- 1977 : La nuova colonia de Luigi Pirandello, mise en scène Anne Delbée, Nouveau Carré Silvia Monfort
- 1985 : La nuit remue de Henri Michaux, mise en scène de Jean-Loup Philippe, Maison de la Poésie
- 1986 : Les Baigneuses de Californie de Jean-Jacques Varoujean, mise en scène Roland Monod, Théâtre national de l'Odéon

### Récitant
- 1971 : Madame de..., opéra à partir du roman de Louise de Vilmorin, mise en scène André Barsacq, Opéra de Marseille

## Discographie
- 1956 : Bérénice de Jean Racine, avec Maurice Escande, Paul-Émile Deiber, Louis Eymond, Jean Deschamps, Annie Ducaux et Jacqueline Morane - 2 CD Audio
- 1962 : Mon Faust de Paul Valéry, mise en scène de Pierre Franck, extraits avec Danièle Delorme, Pierre Fresnay et Pierre Dux - France- Label vert-extraits-Collection Théâtre - Philips 77-919-33 Tours
- 1963 : La guerre de Troie n'aura pas lieu de Jean Giraudoux, musique de Maurice Jaubert, avec extraits de Maria Mauban, Christiane Minazzoli, Claudine Maugey, Pierre Vaneck, Jean Vilar, Pascal Mazzotti et Jean-François Rémi - Collection "Théâtre" dirigée par Louis-Paul Mignon TS 25 LA 554
- 1968 : Guitare et Poésie Flamenca - Manitas de Plata et la voix de Robert Etcheverry - CBS-F-S 64227-1968-33 Tours.
- 1969 : Hommage à Henri Rollan, Entretiens avec Henri Rollan, extraits de pièces de théâtre de Molière, Jean Racine, Henry de Montherlant, François Villon…, dont Le Maître de Santiago de Henry de Montherlant, acte I scènes IV et VII, avec les voix de Henri Rollan, François Chaumette, Jacques Sereys, Georges Vitray, Jean Yonnel et Robert Etcheverry - Coffret de 4 33 Tours 30 cm + brochure illustrée (68 pages) - documents de l'ORTF
- 1971 : Federico Garcia Lorca, avec Maria Casarès, Anny Duperey, Claude Génia, Maria Mériko, Madeleine Vimes, Robert Etcheverry, Pierre Lamy et Mario Pilar - Chansons, Romancero gitan, Chant funèbre pour Ignacio, Sanchez Mejias - Extraits de : Noces de sang, La Maison de Bernarda Alba - ES (Encyclopédie Sonore) 320 E 935 - 33 Tours
- 1972 : On ne badine pas avec l'amour d'Alfred de Musset, avec Danièle Evenou, Alice Sapritch, Madeleine Vimes, Pierre Bertin, Robert Etcheverry, Jean-Paul Moulinot, Jean Parédès et Robert Vattier - Éditeur : Enregistrement Sonore / 5217 - deux 33 Tours et un livret Classique Hachette
- 1990 : Nicomède de Pierre Corneille, avec Geneviève Page, Jacques Toja, Fernand Ledoux, Robert Etcheverry, Silvia Monfort, Benoît Allemane, Paul-Émile Deiber et Jacqueline Hopstein, musique sur des motifs du XVIIe siècle - Ensemble Musica Antiqua (Direction d'orchestre/René Clémencic) - Enregistrement sonore stéréo en 1970 - Cassette Audio Dolby - Réf. Hachette/Auvidis H7656 (boîte) : AD 182 - 2 CD
- 2005 : Florilège - Trésors de la poésie française - Femmes - Livret audio en français - 1 CD - Réf. LIV1216 - Livraphone, Paris. Texte intégral/Poèmes de : Mallarmé, Villon, Aragon, Marot, Noailles, Senghor, Verlaine, Rimbaud, Lamartine, Valéry, Ronsard, Chénier, Charles d'Orléans, Saint-John Perse, Jacob… lus par : Jacques Fabbri, Jean-Pierre Aumont, Robert Etcheverry, Jean Deschamps et André Luguet.